# Wasserballastbahn
Eine Wasserballastbahn ist eine Standseilbahn oder Luftseilbahn ohne Antriebsmaschine, die die Schwerkraft als Antriebskraft nutzt. Ein Synonym dafür ist Wassergewichtsseilbahn.

## Bauweise und Antrieb

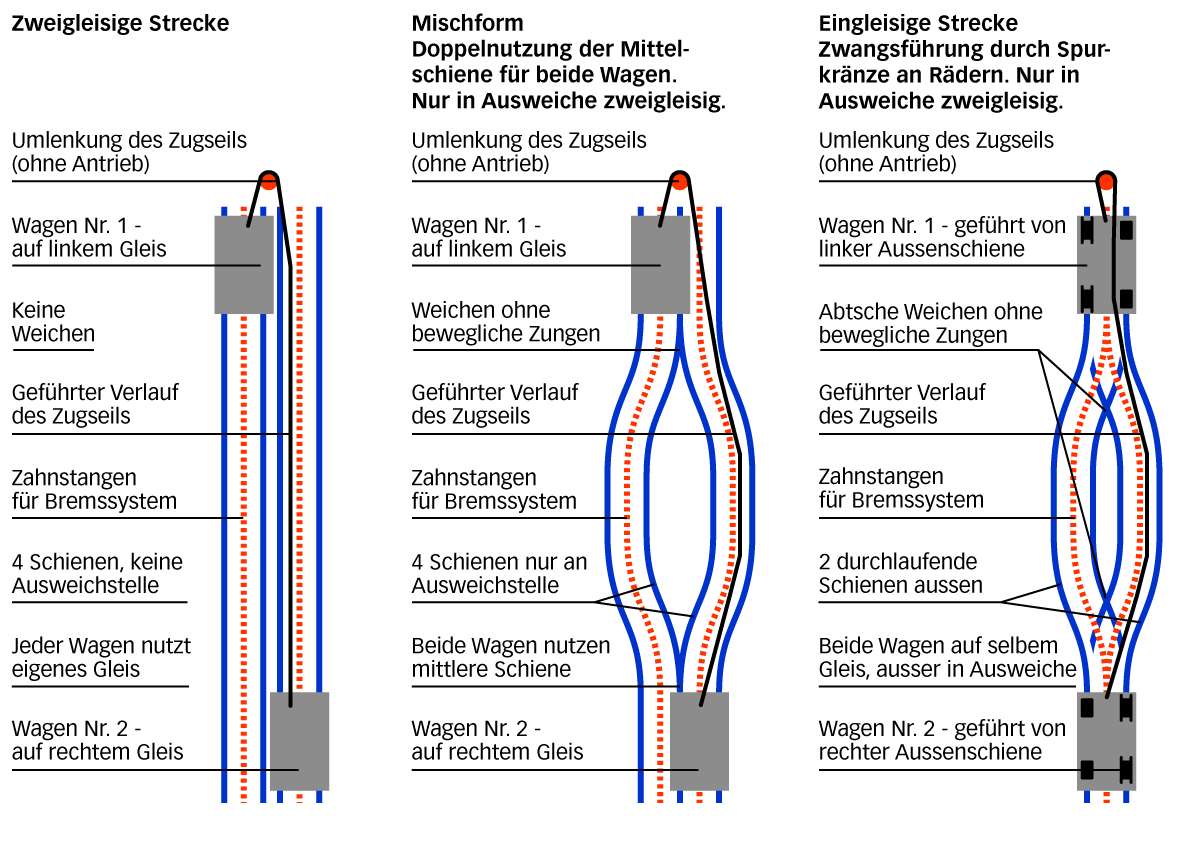
Schematische Gleisbild-Darstellung von Wasserballastbahnen. Beispielhaft für drei Grundtypen sind: die Malbergbahn in Bad Ems, Deutschland, – stillgelegt (links), die Nerobergbahn in Wiesbaden, Deutschland (Mitte) und die Standseilbahn Neuveville–Saint-Pierre in Freiburg, Schweiz (rechts).

Nerobergbahn in Wiesbaden (1907)

Die beiden Wagen der Anlage sind durch ein Zugseil miteinander verbunden, das über eine Seilscheibe in der Bergstation läuft. Die Wagen halten sich ungefähr im Gleichgewicht, so dass für den Antrieb der Bahn nur die Kraft aufgebracht werden muss, um das System aus dem Gleichgewicht zu bringen. Dies erfolgt, indem die Masse des in der Bergstation stehenden Wagens mit Wasser künstlich erhöht wird, so dass die auf diese zusätzliche Masse wirkende Schwerkraft die Bahn bewegen kann.
Beide Wagen besitzen deshalb einen Ballastwassertank. Zwischen zwei Fahrten wird beim Wagen in der Bergstation Wasser in den Tank gefüllt, während beim Wagen in der Talstation der Tank geleert wird. Das obere schwerere talwärts fahrende Fahrzeug zieht nun das untere leichtere die Steigung hinauf. Die benötigte Wassermenge richtet sich nach der Gewichtsdifferenz zwischen den beiden Wagen, wobei für jeden Fahrgast etwa 80 Liter angenommen werden. Weil während der Fahrt die Seillänge und somit das Gewicht des Seils zwischen der Seilscheibe und dem talwärts fahrenden Wagen stetig zunimmt und gleichzeitig das Seilgewicht des bergwärts fahrenden Wagens abnimmt, muss während der Fahrt die Geschwindigkeit reguliert werden. Dies geschieht mit Bremsen in den Fahrzeugen, die meistens auf eine Zahnstange im Gleisbett wirken, und besonders bei längeren Anlagen auch durch Wasserablassen aus dem talwärts fahrenden Wagen. Einige Bahnen haben zum Ausgleich des Seilgewichts ein Unterseil, das in der Talstation ebenfalls über eine Umlenkrolle geführt wird.
Das für den Betrieb der Bahn notwendige Wasser wurde in der Regel einem Gewässer bei der Bergstation entnommen. An Orten, wo bei der Bergstation kein Wasser aus der Umgebung zur Verfügung stand, wurde dies von der Talstation mit Pumpen durch eine die Trasse entlang laufende Druckleitung in ein Reservoir bei der Bergstation gefördert.
Die Gleisanlage ist in der Regel eingleisig und in der Mitte mit einer Ausweichstelle versehen. Durch die besondere Weichenkonstruktion der Abtschen Weiche wird jeder Wagen automatisch auf eines der beiden Ausweichgleise geführt. Die schmale Trasse reduziert den Platzbedarf und den Aufwand für die Erstellung von Brücken und Tunneln.
Obwohl das Wasser billig zu beschaffen war (sofern es nicht zur Bergstation hinauf gepumpt werden musste, wofür entsprechend Energie benötigt wurde), hatte der Betrieb mit Wasserballast Nachteile. Der Winterbetrieb wurde gefährlich, sobald die Gefahr des Vereisens der Wassertanks oder der Bremszahnstange bestand. Ebenso erwies sich die Zwangspause, die bis zur nächsten Fahrt durch das erneute Befüllen notwendig war, als nachteilig. Außerdem erhöhten das hohe Betriebsgewicht und die große Achslast der Wagen den Wartungsaufwand der gesamten Anlage. Daher haben weltweit nur wenige Bahnen mit Wasserballastbetrieb überlebt. Die meisten wurden auf elektrischen Betrieb umgestellt oder eingestellt.

## Geschichte

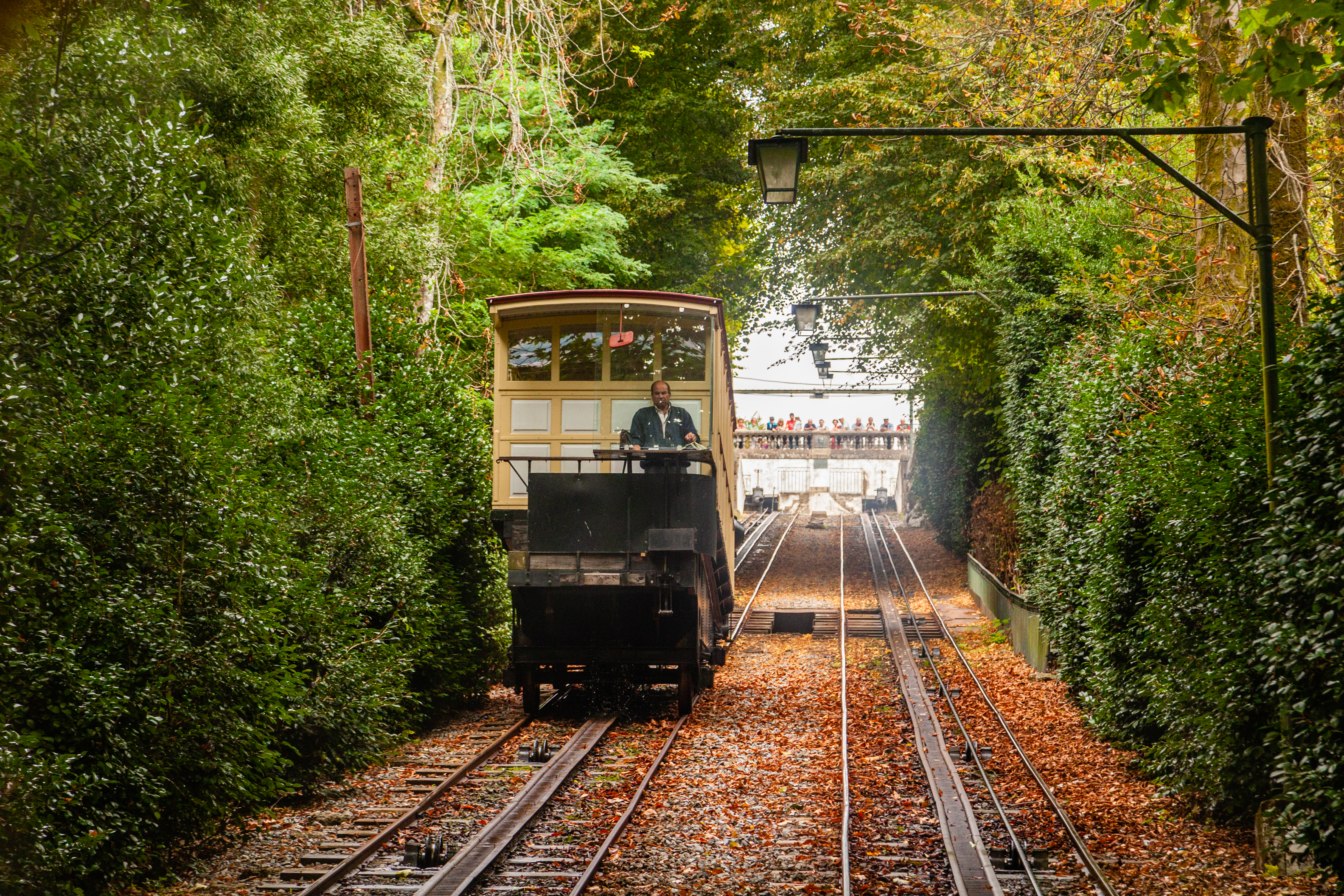
Elevador do Bom Jesus in Braga (Portugal), älteste noch in Betrieb stehende Anlage der Welt

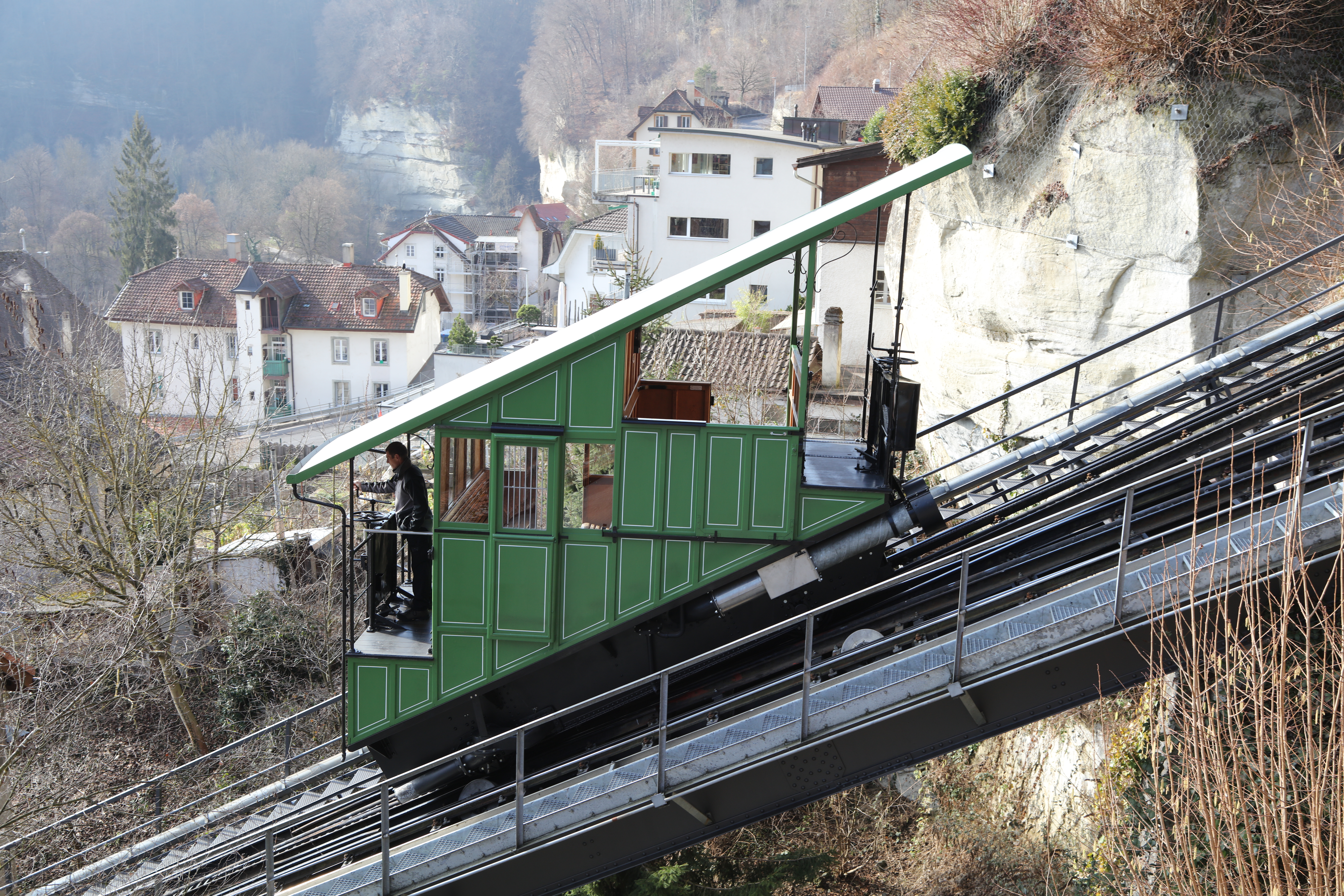
Historische und einzige noch in Betrieb stehende Wasserballastbahn in der Schweiz: „Funi“ in Freiburg

Die älteste Anlage war vermutlich die 1845 eröffnete Prospect Park Incline Railway bei den Niagarafällen in den Vereinigten Staaten. Die Anlage wurde später auf elektrischen Betrieb umgebaut und 1908 nach einem Unfall stillgelegt.
Die älteste Anlage in Europa ist die 1879 eröffnete Giessbachbahn, welche 1948 auf elektrischen Betrieb umgebaut wurde. 1882 wurde in Braga (Portugal) der Elevador do Bom Jesus eröffnet, welcher weltweit die älteste immer noch mit Wasserballast betriebene Anlage ist.
In Deutschland ist mit der Nerobergbahn in Wiesbaden nur noch eine einzige Bahn übrig geblieben. Auch in der Schweiz fährt nur noch eine Bahn, die Standseilbahn Neuveville–Saint-Pierre in Freiburg.

## Bahnen
(Sortierung jeweils nach Eröffnungsjahr)

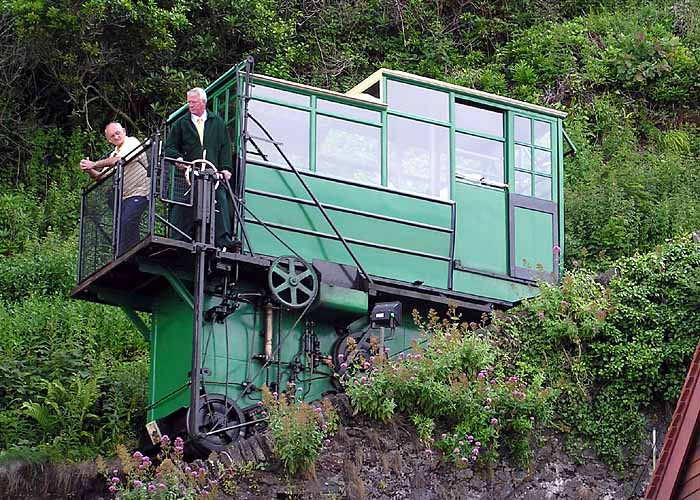
Wagen der Lynton and Lynmouth Cliff Railway

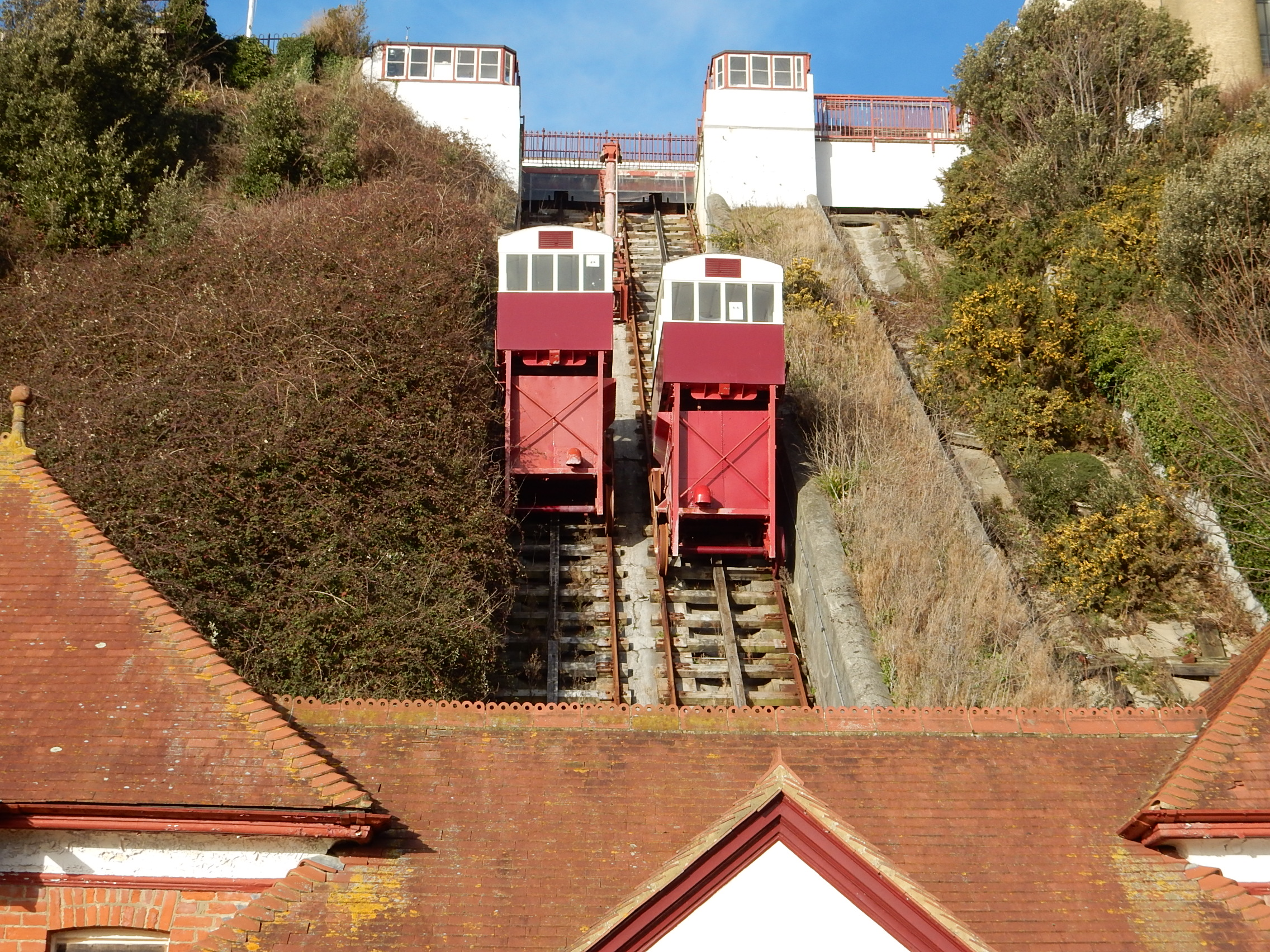
Leas Lift in Folkestone

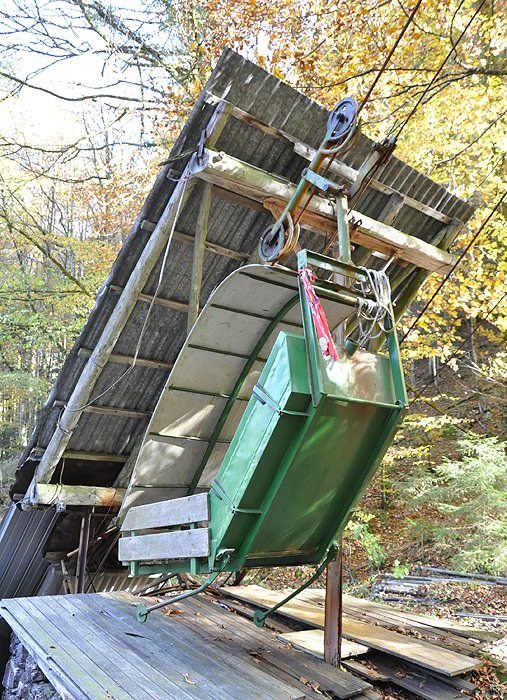
Materialseilbahn Obermatt-Unter Zingel im Engelbergertal

### Mit Wasserballast verkehrende Standseilbahnen
- Elevador do Bom Jesus, Braga, Portugal (in Betrieb seit 1882, älteste der Welt)
- Saltburn Cliff Lift, Saltburn-by-the-Sea, North Yorkshire, Großbritannien (in Betrieb seit 1884)
- Leas Lift in Folkestone, Großbritannien (in Betrieb seit 1885)
- Nerobergbahn Wiesbaden, Deutschland (in Betrieb seit 1888)
- Lynton and Lynmouth Cliff Railway, Großbritannien (in Betrieb seit 1890)
- Standseilbahn Neuveville–Saint-Pierre (Funi), Freiburg, Schweiz (in Betrieb seit 1899)
- Water-balanced cliff railway, Centre for Alternative Technology, Machynlleth, Powys, Wales, Großbritannien (in Betrieb seit 1992)

### Mit Wasserballast verkehrende Luftseilbahnen
- Materialseilbahn Obermatt – Unter Zingel (in Betrieb seit 1923)
- Materialseilbahn St. Niklaus Dorf – Riedji (in Betrieb seit 1937)

### Auf elektrischen Betrieb umgestellte Wasserballastbahnen
Hier sind nur einige Beispiele aufgeführt, da sehr viele Bahnen zuerst mit Wasserballast betrieben wurden. 

#### Deutschland
- Turmbergbahn, Karlsruhe (eröffnet 1888, umgestellt 1966)
- Heidelberger Bergbahn (Molkenkurbahn) (eröffnet 1890, umgestellt 1907)

#### Österreich
- Festungsbahn Salzburg (eröffnet 1892, umgestellt 1959)

#### Schweiz
(vollständige Liste aller Standseilbahnen im öffentlichen Personenverkehr)
- Giessbachbahn, Berner Oberland (eröffnet 1879, umgestellt 1912 auf Antrieb mit Pelton-Turbine,[3] 1948 auf elektrischen Antrieb)
- Chemin de fer funiculaire Territet-Glion (eröffnet 1883, umgestellt 1975)
- Drahtseilbahn Gütsch, Luzern (eröffnet 1884, umgestellt 1961)
- Marzilibahn, Bern (eröffnet 1885, umgestellt 1973)
- Standseilbahn Lugano–Bahnhof SBB (eröffnet 1886, umgestellt 1955)
- Biel-Magglingen-Bahn (eröffnet 1887, umgestellt 1923)
- Thunersee-Beatenberg-Bahn (eröffnet 1889, umgestellt 1911)
- Polybahn, Zürich (eröffnet 1889, umgestellt 1897)
- Funiculaire Écluse – Plan, Neuenburg (eröffnet 1890, umgestellt 1907)
- Lauterbrunnen–Grütschalp  (eröffnet 1891, umgestellt 1901, Luftseilbahn ab 2006)
- Bergbahn Rheineck–Walzenhausen (eröffnet 1896, Zahnradbahn ab 1958)
- Standseilbahn Cossonay (eröffnet 1897, umgestellt 1982)

#### Frankreich
- Funiculaire de Montmartre, Paris (eröffnet 1900, umgestellt 1931)

#### Italien
- Standseilbahn Mondovì, Mondovì (eröffnet 1886, umgestellt 1926)
- Standseilbahn Orvieto, Orvieto (eröffnet 1888, umgestellt 1990)
- Standseilbahn Sankt Anna, Genua (eröffnet 1891, umgestellt 1979/1980)

#### Tschechien
- Letná-Standseilbahn, Prag (eröffnet 1891, umgestellt 1903)
- Petřín-Standseilbahn, Prag (eröffnet 1891, umgestellt 1932)

#### Kanada
- Funiculaire du Vieux-Québec, Québec (Stadt) (eröffnet 1879, umgestellt 1907, Schrägaufzug ab 1998)

### Auf Zahnradbetrieb umgestellte Wasserballastbahnen
- Mühleggbahn, St. Gallen (eröffnet 1894, umgestellt 1950, Schrägaufzug ab 1975)
- Bergbahn Rheineck–Walzenhausen (eröffnet 1896, umgestellt 1958)

### Stillgelegte Wasserballastbahnen

#### Deutschland
- Krahnenbergbahn in Andernach am Rhein (eröffnet 1895, Betrieb eingestellt 1941)
- Malbergbahn in Bad Ems (eröffnet 1887, stillgelegt 1979)
- Standseilbahn Eschberg in Saarbrücken-Eschberg (eröffnet 1895, stillgelegt 1926)

#### Schweiz

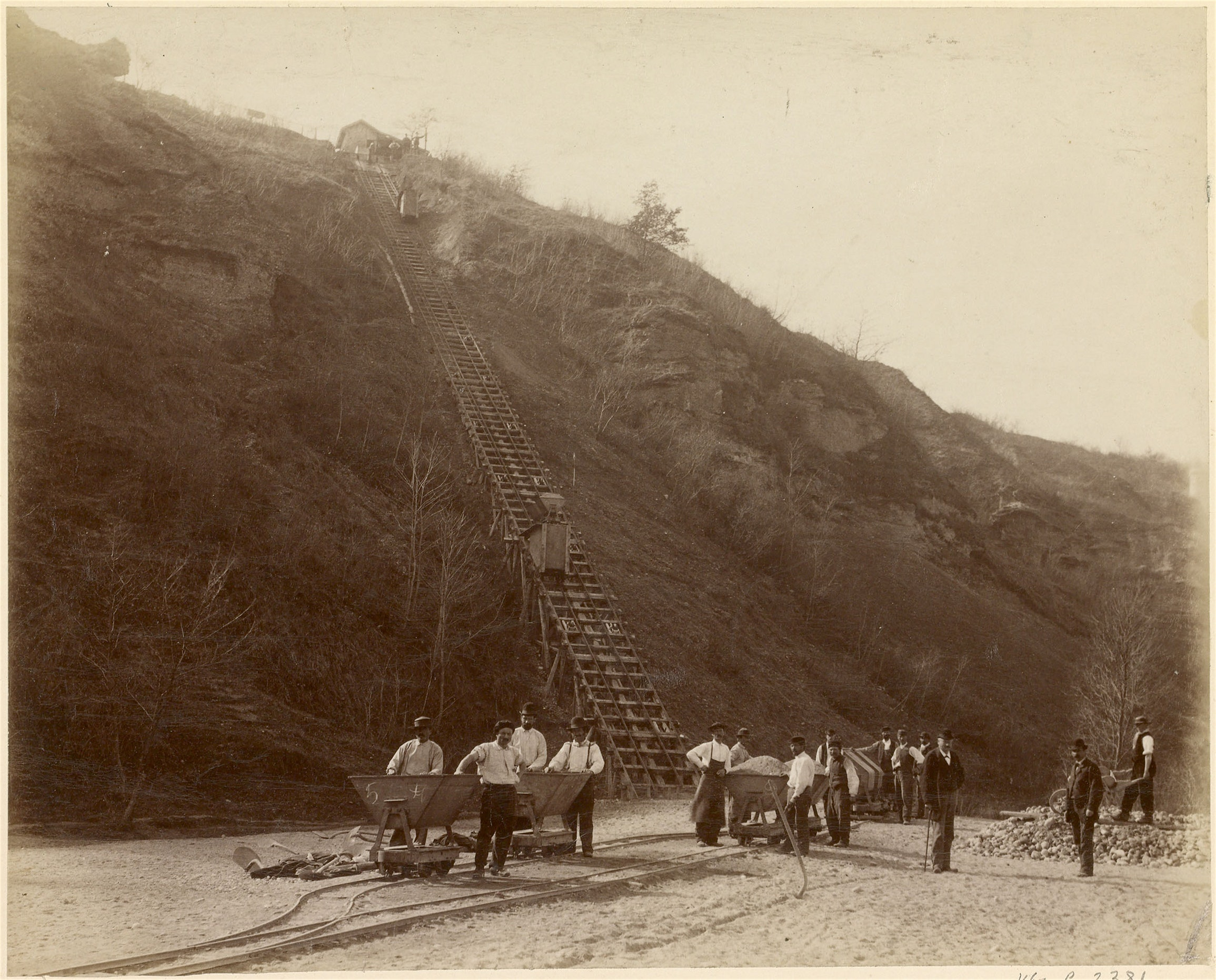
Genfer Wasserballastbahn

- Gütschbahn in Luzern, Schweiz (eröffnet 1892, umgestellt 1960, Betrieb eingestellt 2008, seit 2015 Schräglift)
- Wartensteinbahn im Kanton St. Gallen, Schweiz (eröffnet 1892, Betrieb eingestellt 1963)
- Schokoladenfabrik Chocolat Suchard in Neuchâtel-Serrières, Schweiz (eröffnet 1892, Betrieb eingestellt 1954)[4]
- Genfer Wasserballastbahn, um 1882 eröffnete Decauville-Materialseilsbahn zum Bois de la Bâtie, stillgelegt
- Chemin de fer Lausanne–Signal (eröffnet 1899, stillgelegt 1948)

#### Übrige Länder
- Funiculaire de Notre-Dame-de-la-Garde in Marseille, Frankreich (eröffnet 1892, Betrieb eingestellt 1967)
- Pochwalinskij und Kremljowskij in Nischni Nowgorod, Russland (eröffnet 15. Juli 1896, Betrieb eingestellt zu Beginn des 20. Jahrhunderts)